# Working for the Skin Trade
Working for the Skin Trade è un live dei Duran Duran che documenta il concerto tenuto a Rio de Janeiro durante il The Strange Behaviour Tour nel 1988.
È stato pubblicato in VHS e in LaserDisc nel 1988, ed in DVD nel 2006 soltanto in Giappone, con l'aggiunta di 4 video musicali.
Nel 2010 il DVD è stato inserito nell'edizione deluxe della ristampa dell'album Notorious ma con i video musicali dei singoli legati al disco.

## Tracce
1. A View To A Kill
2. Notorious
3. New Religion
4. Vertigo
5. The Chauffeur
6. Save A Prayer
7. Skin Trade
8. Hungry Like The Wolf
9. The Wild Boys

### Extra
Edizione giapponese
1. Meet El Presidente (video)
2. Do You Believe In Shame? (video)
3. Too Much Information (video)
4. Breath After Breath (video)

Ristampa di Notorious
1. Notorious (video)
2. Skin Trade (video)
3. Meet El Presidente (video)
4. Notorious (live a Top of the Pops)